# Badoc
Badoc is een gemeente in de Filipijnse provincie Ilocos Norte op het eiland Luzon. Bij de laatste census in 2010 telde de gemeente bijna 31 duizend inwoners.

## Geografie

### Bestuurlijke indeling
Badoc is onderverdeeld in de volgende 31 barangays:
| - Alay-Nangbabaan - Alogoog - Ar-arusip - Aring - Balbaldez - Bato - Camanga - Canaan - Caraitan - Gabut Norte - Gabut Sur | - Garreta - Labut - Lacuben - Lubigan - Mabusag Norte - Mabusag Sur - Madupayas - Morong - Nagrebcan - Napu | - La Virgen Milagrosa - Pagsanahan Norte - Pagsanahan Sur - Paltit - Parang - Pasuc - Santa Cruz Norte - Santa Cruz Sur - Saud - Turod |

## Demografie
Badoc had bij de census van 2010 een inwoneraantal van 30.708 mensen. Dit waren 645 mensen (2,1%) meer dan bij de vorige census van 2007. Ten opzichte van de census van 2000 was het aantal inwoners gegroeid met 2.846 mensen (10,2%). De gemiddelde jaarlijkse groei in die periode kwam daarmee uit op 0,98%, hetgeen lager was dan het landelijk jaarlijks gemiddelde over deze periode (1,90%).

De bevolkingsdichtheid van Badoc was ten tijde van de laatste census, met 30.708 inwoners op 76,68 km², 400,5 mensen per km².

## Geboren in Badoc
- Manuel Luna (30 juni 1856), violist (overleden 1883);
- Juan Luna (23 oktober 1857), kunstschilder (overleden 1899);
- Eliseo Pajaro (21 maart 1915), componist (overleden 1984).